# モンクロチョウ
『モンクロチョウ』は、日暮キノコによる日本の漫画作品。『週刊ヤングマガジン』（講談社）にて2013年12号から同年43号まで連載された。単行本は全3巻。

## あらすじ
主人公の岡部正也は17歳の高校2年生。美しい新興都市に住み、日々遊びまくっていた。幸せな高校生活を過ごせるはずだったができない。実は正也は女が苦手で劣等感の塊だった。そんな中、リサという都合のいい女と同級生の山口を見下すことにより、優越感を手に入れた正也は徐々に変わっていく。

## 主な登場人物
岡部 正也（おかべ まさや）
本作の主人公。新興都市にある団地に居住し、県内有数の「チャラ高」である男子校・私立唐草学園に通う17歳の高校2年生。顔は悪くないが女が苦手で劣等感の塊だったが、幼馴染の桃子で童貞を喪失し、リサという彼女と同級生の山口を見下すことにより優越感を手に入れて人生史上最も絶好調になるも、桃子が美少女となり、山口も文化祭のあと距離を置くようになったことで、一気に絶不調になる。
妖精（ようせい）
正也の心を抉る同じ顔をした妖精らしい存在。桃子で童貞を喪失し、ガンガンおじさんの不慮の死で変化する事を決めた正也により握りつぶされた。
新堂 要（しんどう かなめ）
正也の一応友人で「チャラ高」の中で最もイケている男子の1人。美青年で女性にもて、遊びまくっているスクールカーストの上位者。桃子を「パイズリ要員2」と呼んでいた。
田宮 健太郎（たみや けんたろう）
正也、新堂と一応友人で、イケてる男とつるんで遊びまくっている明るくて軽い男。
白石 桃子（しらいし ももこ）
正也の隣に住む幼馴染。正也が童貞を喪失した際の相手。左耳の上に黒い蝶の形をしたヘアピンを付けている。幼い頃からダサくてぽっちゃり体形であったが、彼氏と思っていた新堂に「パイズリ要員2」とされていた事にショックを受け、そこから奮起。のち痩せて劇的に容姿が変化し読者モデルとなるほどの美少女になった。その後は逆に新堂が足舐めフェチであったことから、ひたすら新堂に足を舐めさせる。
高田 リサ（たかだ りさ）
見た目は清純派の美少女で、「ちょっとお勉強もできる」女子校・長谷部女子高校に通っている。ふとしたきっかけで、クラス内のギャル仲間とつるむようになってから交際が派手になり、かなり遊ぶようになった（ただ、髪は染めず黒髪で通している）。正也に興味を持ち、「ヤリ友以上恋人未満」の不思議な関係となり、街の至る所で正也とやっている。
山口 学（やまぐち まなぶ）
文化祭実行委員を正也と一緒にやった経緯から友人となる。絵がうまく正也を主人公とした漫画を書いていたが、出来心で正也とリサがやっている姿を描いてしまい、正也に見下されるようになる。
ガンガンおじさん
新興都市の中でかなり異色な存在のおじさん。街中の建築物にひたすら体当たりし続ける。しかし電車の窓を自ら割って落ちて死亡。

## 書誌情報
- 日暮キノコ『モンクロチョウ』 講談社〈ヤンマガKCスペシャル〉、全3巻
  1. 2013年6月21日初版発行（同日発売[7][8]）、ISBN 978-4-06-382331-8
  2. 2013年8月23日初版発行（同日発売[9][10]）、ISBN 978-4-06-382354-7
  3. 2013年10月23日初版発行（同日発売[11]）、ISBN 978-4-06-382378-3